# آرثر تشونغ
آرثر تشونغ (بالإنجليزية: Arthur Chung)‏ (و. 1918 – 2008 م) هو قاض من غويانا.